# Acacia tetragonophylla
Acacia tetragonophylla är en ärtväxtart som beskrevs av Ferdinand von Mueller. Acacia tetragonophylla ingår i släktet akacior, och familjen ärtväxter. Inga underarter finns listade i Catalogue of Life.

## Bildgalleri

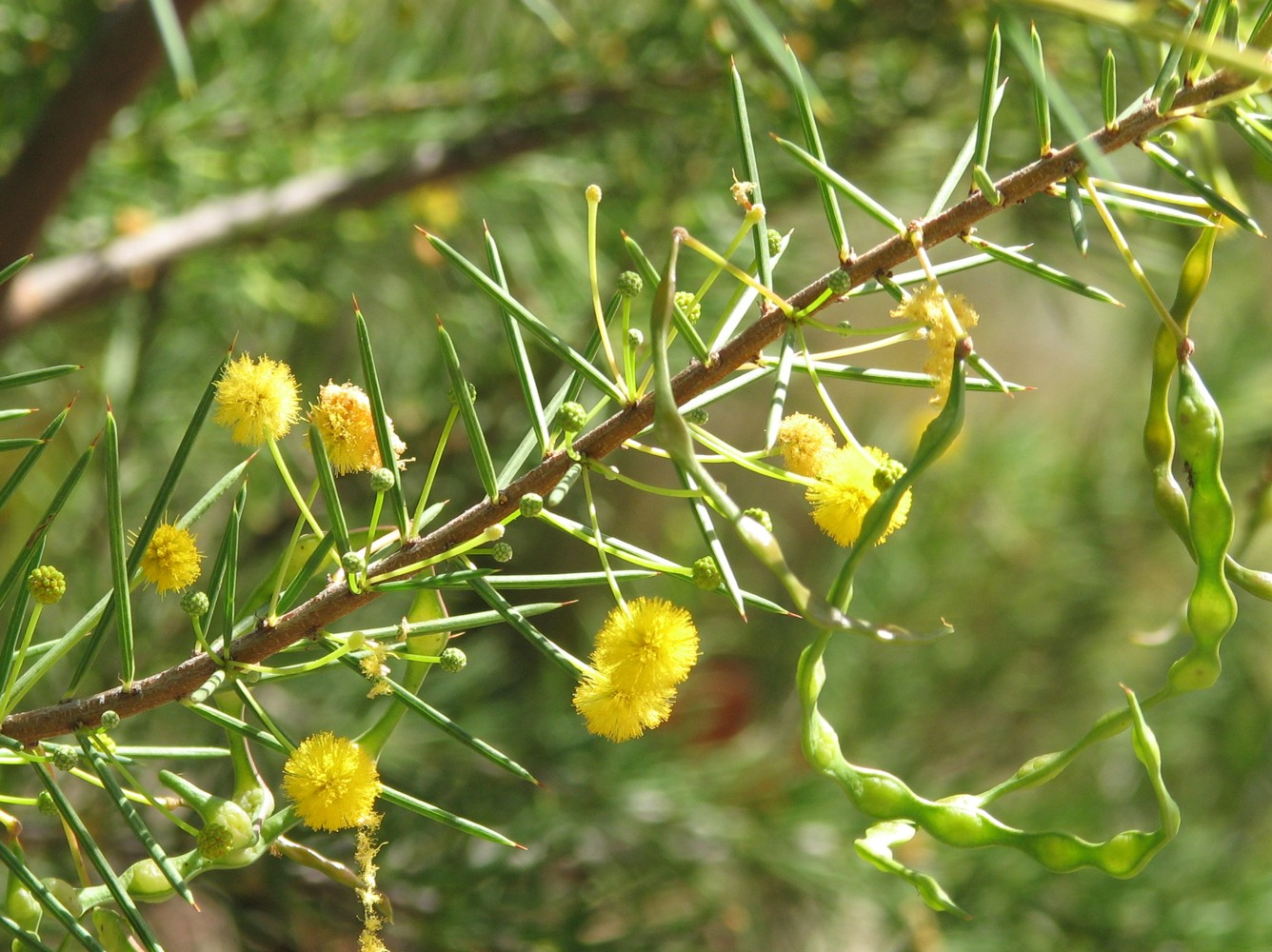
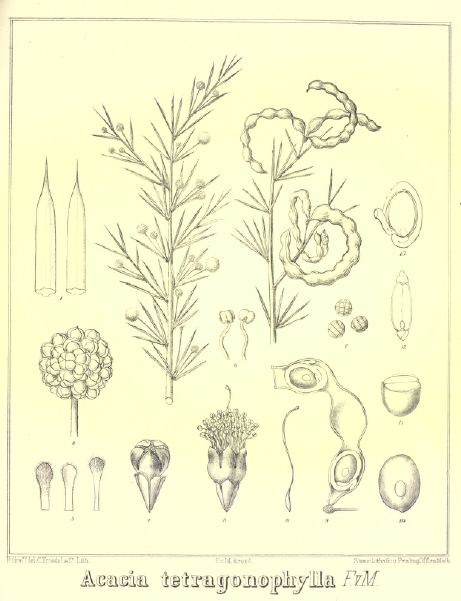